# Golfo de Omã

Golfo de Omã

O Golfo de Omã (em árabe: خليج عمان khalīj ʿumān; em persa: دریای عمان daryâ-ye omân), também conhecido como Golfo de Makran (em árabe: خلیج مکران khalīj makrān; em persa: دریای مکران daryâ-ye makrān), é um golfo que conecta o Mar Arábico com o Estreito de Ormuz, que então deságua no Golfo Pérsico. Suas fronteiras são o Irã e Paquistão ao norte, Omã ao sul, e os Emirados Árabes Unidos ao oeste.

## Extensão
A Organização Hidrográfica Internacional define os limites do Golfo de Omã da seguinte maneira:
- A noroeste: Uma linha que conecta Ràs Limah (25°57'N) na costa da  Península Arábica and Ràs al Kuh (25°48'N) na costa do Irã (Pérsia).
- A sudeste: A fronteira norte do Mar Arábico. Uma linha conectando Ràs al Hadd, ponto leste da Península Arábica, (22°32'N) e Ràs Jiyùni (61°43'E) na costa do Paquistão.

## Zonas Econômicas Exclusivas
Zonas Econômicas Exclusivas no Golfo Pérsico:
| Número | País                   | Área (Km2) |
| ------ | ---------------------- | ---------- |
| 1      | Omã                    | 108 779    |
| 2      | Irão                   | 65 850     |
| 3      | Emirados Árabes Unidos | 4 371      |
| 4      | Paquistão              | 2 000      |
| Total  | Golfo Pérsico          | 181 000    |

## Comércio Internacional
O Golfo de Omã conecta-se ao leste ao Estreito de Ormuz, uma rota estratégica pela qual cerca de um terço do gás natural liquefeito e 20% do consumo de petróleo escoa a partir de produtores no Oriente Médio.

## Ecologia
Em 2018, cientistas confirmaram que o Golfo de Omã contém uma das maiores zonas mortas marítimas do mundo - regiões do oceano que contém pouco oxigênio e nas quais o ecossistema marinho não pode existir. A zona morta contém praticamente todo o Golfo de Omã, uma área de 165 000 quilômetros quadrados, ou aproximadamente o tamanho do Suriname. O motivo desse fenômeno ecológico é uma combinação de uma maior temperatura oceânica e do escoamento de fertilizantes utilizados na região, principalmente Nitrogênio e Fósforo.